# Llovizna

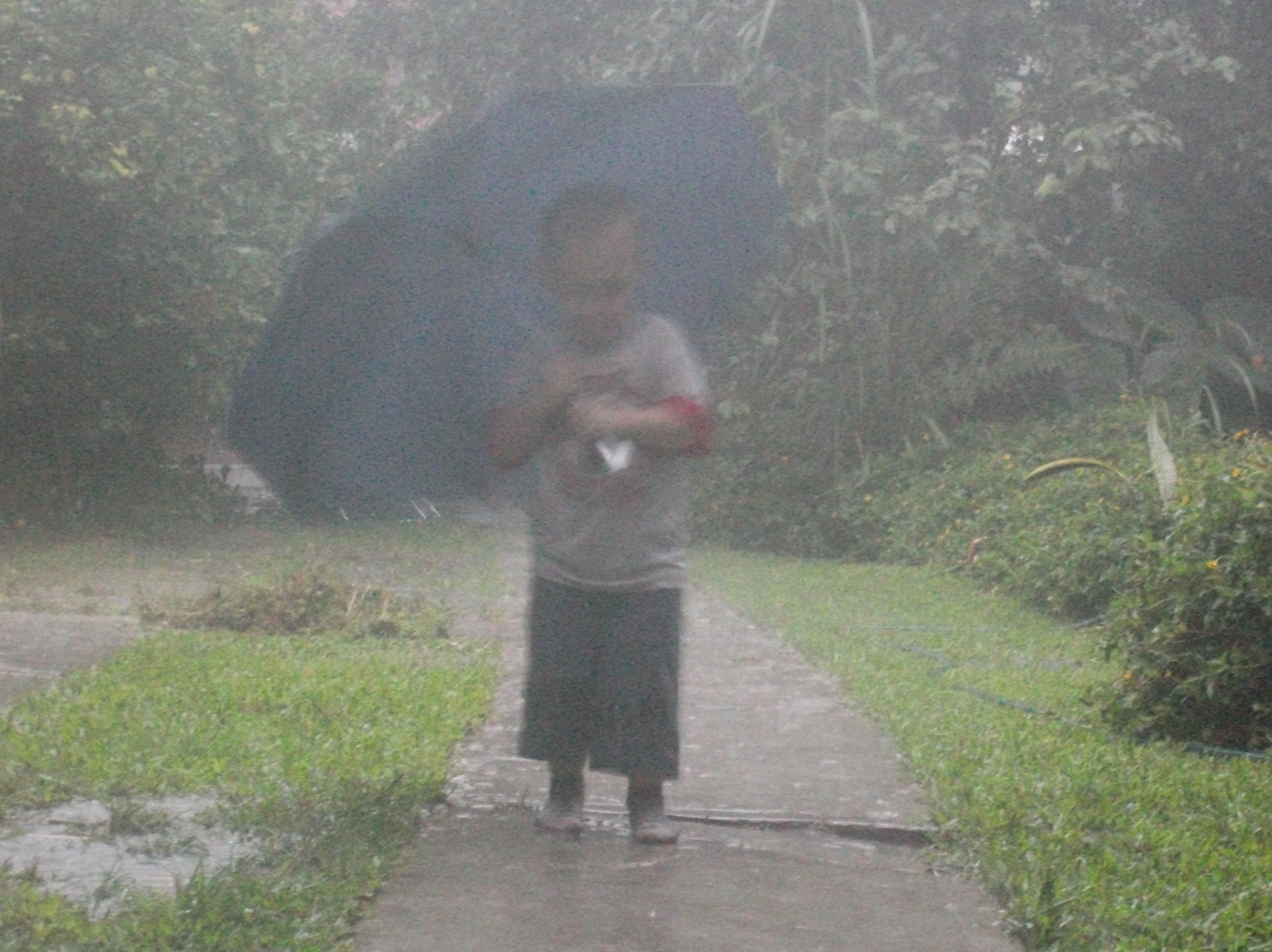
Niño jugando en una tarde de llovizna y neblina.

La llovizna es una precipitación que se caracteriza por tener un tamaño de gota pequeño (usualmente menos 0,5 mm diámetro 0,02 pulgadas) dando la impresión de que las gotas flotan en vez de caer. La llovizna se origina en nubes relativamente bajas y de poco desarrollo vertical como son los estratocúmulos o los estrato. Es un fenómeno de común ocurrencia en la costa árida de Chile y Perú, en la región subtropical de Bolivia, y en la cornisa cantábrica de España.
Aunque su intensidad es necesariamente inferior a la de la «lluvia», la llovizna puede ser lo suficientemente copiosa como para producir acumulaciones del orden de 1 mm/h y cantidades absolutas reseñables si esta se prolonga en el tiempo.
El tamaño menudo de las gotas de llovizna hace que en muchas circunstancias estas se evaporen en gran medida antes de llegar a la superficie y poder ser detectadas por los observadores sobre el terreno. El código METAR para llovizna es DZ.

## Efectos
Aunque la mayoría de las lloviznas tan solo tienen un impacto inmediato menor en los seres humanos, una llovizna gélida puede conducir a condiciones peligrosas. Una llovizna gélida ocurre cuando una llovizna superenfriada cae a la tierra sobre una superficie cuya temperatura esta bajo cero. Estas gotas se congelan inmediatamente después del impacto, lo que lleva a la acumulación de placas de hielo (a veces llamado «hielo negro») en la superficie de las carreteras.

## Ocurrencia

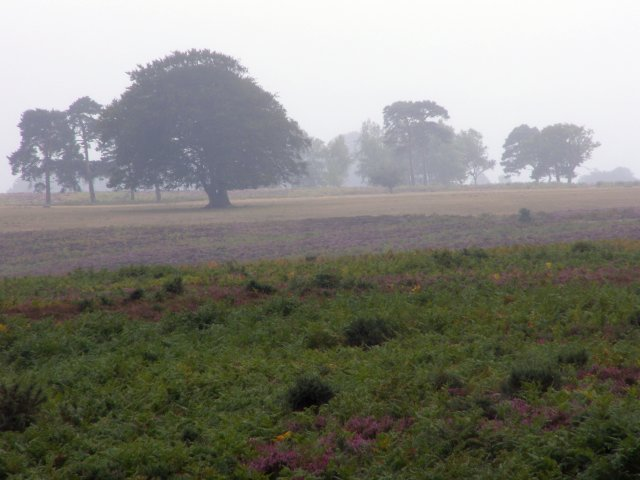
Presencia de llovizna en un campo.

La llovizna tiende a ser la forma más frecuente de precipitación en áreas vastas de los océanos del mundo, sobre todo en las regiones más frías de las zonas subtropicales. Estas regiones están dominadas por estratocúmulos superficiales marinas y vientos alisios de nubes cúmulus, que existen en su totalidad dentro de la marina en la capa límite. 
A pesar de las bajas tasas de acumulación en la superficie, se ha observado que la llovizna ejerce una influencia importante sobre la estructura de la nube, cobertura y propiedades radiactivas en estas regiones. Estos estudios[¿cuál?] han demostrado que la cantidad de llovizna está fuertemente ligada a la morfología de la nube y tiende a estar asociada con corrientes ascendentes dentro de la capa de limitación marítima. Las mayores cantidades de llovizna tienden a encontrarse en las nubes marinas que se forman en las masas de aire limpio que tienen bajas concentraciones de gotas de nube. Esta interconexión entre las nubes y la llovizna se puede explorar usando modelos numéricos de alta resolución como la gran simulación de remolino.[cita requerida]

## Diferencias meteorológicas
| Meteoro  | Visibilidad | Humedad  | Aerosol            |
| -------- | ----------- | -------- | ------------------ |
| Lluvia   | < 3 km      | 100 %    | Agua o hielo       |
| Llovizna | < 1 km      | 100 %    | Agua o hielo       |
| Niebla   | < 1 km      | 90-100 % | Agua o hielo       |
| Neblina  | 1 a 10 km   | 80-90 %  | Agua o hielo       |
| Calina   | > 2 km      | < 80 %   | Partículas sólidas |
| Bruma    | < 2 km      | < 80 %   | Partículas sólidas |

## Nombres
| Nombres        | Origen                                                                            | Significado                    | Continente | Países                                                                 | Regiones                                                    | Provincias                                         |
| -------------- | --------------------------------------------------------------------------------- | ------------------------------ | ---------- | ---------------------------------------------------------------------- | ----------------------------------------------------------- | -------------------------------------------------- |
| Chilchear      | Del quechua.                                                                      | Llovizna rala.                 | América    | Bolivia                                                                |                                                             |                                                    |
| Camanchaca     | Del aimara kamanchaka.                                                            | Oscuridad.                     | América    | Bolivia, Chile, Perú                                                   |                                                             |                                                    |
| Jarisna        |                                                                                   | Llovizna particularmente fina. | América    | República Dominicana                                                   |                                                             |                                                    |
| Garúa          | Del portugués dialectal caruja.                                                   | Llovizna particularmente fina. | América    | Argentina, Perú, Chile, Uruguay, Paraguay, Costa Rica, Ecuador, Panamá |                                                             |                                                    |
| Garúa          | Del euskera garo(a).                                                              | Rocío matutino.                | América    | Venezuela                                                              | Usado articularmente en los estados del oriente venezolano. | Estado Anzoátegui, Bolívar, Nueva Esparta, Monagas |
| Garuga         | Deformación de Garúa.                                                             |                                | América    | Chile                                                                  |                                                             |                                                    |
| Chispear       | Voz onomatopéyica.                                                                | Voz onomatopéyica.             | América    | Guatemala, Honduras, México, España, Uruguay, Argentina, Chile         |                                                             |                                                    |
| Chispear       | Voz onomatopéyica.                                                                | Voz onomatopéyica.             | Europa     | España                                                                 |                                                             |                                                    |
| Orvallo        | Del asturiano.                                                                    | Llovizna débil y persistente.  | Europa     | España                                                                 | Asturias                                                    | Asturias                                           |
| Poalla         | En gallego.                                                                       |                                | Europa     | España                                                                 | Galicia                                                     | La Coruña, Lugo, Orense, Pontevedra                |
| Sirimiri       | Del euskera sirimiri o zirimiri.                                                  | Voz onomatopéyica.             | Europa     | España                                                                 | País Vasco                                                  |                                                    |
| Chirimiri      | Del euskera xiri-miri o txirri-txirri o del euskera vizcaíno zir-zir o ziri-miri. | Voz onomatopéyica.             | Europa     | España                                                                 | Cantabria, Castilla y León, Navarra, La Rioja               |                                                    |
| Calabobos      | De los términos calar y bobo.                                                     | Lluvia fina.                   | Europa     | España                                                                 | La Rioja, Castilla y León                                   | Tudela (Navarra), Calahorra (La Rioja).            |
| Serenar        |                                                                                   | Llovizna ligera.               | Europa     | España                                                                 | Canarias                                                    |                                                    |
| Pringar        | Voz verbal "Está pringando".                                                      | Llovizna ligera.               | América    | México, Guatemala, El Salvador                                         | Sur de México                                               |                                                    |
| Chipichipi     | Voz onomatopéyica.                                                                | Llovizna muy fina.             | América    | Guatemala, México                                                      | Centro y sur de México, Verapaz (Guatemala).                |                                                    |
| Chipichipi     | Voz onomatopéyica.                                                                | Llovizna muy fina.             |            |                                                                        |                                                             |                                                    |
| Brizna o brisa |                                                                                   |                                |            |                                                                        |                                                             |                                                    |